# Les 12 jours sanglants de Noël
Les 12 jours sanglants de Noël (12 Deadly Days) est une mini-série américaine sortie fin 2016 et produite exclusivement pour YouTube Red.
La série a été créée par Chris Cullari et Jennifer Raite. Elle met en vedette Anna Akana, Jon Fletcher, J. Claude Deering, Kaitlin Doubleday et d'autres personnalités issues d'Internet.
Les douze épisodes de la série ont été produits par Blumhouse Television et Dakota Pictures.
La série a été diffusée pour la première fois aux États-Unis à partir du 12 décembre 2016. L'épisode final a été diffusé le 22 décembre 2016.
En France, les douze épisodes ont été diffusés pour la première fois le lundi 24 décembre 2018, à partir de 20H55 sur Warner TV. La Belgique les a diffusés en décembre 2019 sur la RTBF.

## Synopsis
La série se déroule dans la ville maudite de Saturn, en Californie, pendant les 12 jours qui précèdent Noël.

## Fiche technique
- Titre original : 12 Deadly Days
- Titre : Les 12 jours sanglants de Noël
- Réalisation : Joe Menendez, Patrick Casey, Chris Cullari, Gregg Hale, John Hyams, Josh Miller
- Créateurs : Chris Cullari, Jennifer Raite
- Costumes : Sarah Evelyn Bram
- Musique : Dan Radlauer
- Société de production : Blumhouse Television et Dakota Pictures
- Pays d'origine :  États-Unis
- Langue : anglais
- Genre : Comédie, horreur, fantastique
- Nombre de saisons : 1
- Nombre d'épisodes : 12
- Dates de première diffusion :
  -  États-Unis : 12 décembre 2016
  -  France : 24 décembre 2018

## Distribution
- Jon Fletcher : Miles Cratchit
- J. Claude Deering : Mac Cratchit
- Burnie Burns : Oncle Frasier
- Jayson Blair : Freddie Fishstick
- Robert Belushi : Gabe
- Ashley Fink : Emily
- Betty Gabriel : Willow Russell

## Liste des épisodes
|    | Titre                          | Titre anglais                       | Diffusion originale |
| -- | ------------------------------ | ----------------------------------- | ------------------- |
| 1  | Le Fantôme du manoir           | A Haunting at the End of the Street | 12 décembre 2016    |
| 2  | Sapins tueurs                  | Killer Firs                         | 12 décembre 2016    |
| 3  | La Morsure de l'amour          | Love Bites                          | 13 décembre 2016    |
| 4  | Renne malgré lui               | Reindeer Games                      | 14 décembre 2016    |
| 5  | Toujours bon, toujours le même | Coffee Cups                         | 15 décembre 2016    |
| 6  | La Chorale mortelle            | Singers Slaying                     | 16 décembre 2016    |
| 7  | Une fête à la noix             | Nuts A' Cracking                    | 17 décembre 2016    |
| 8  | L'Ascension                    | Elves Ascending                     | 18 décembre 2016    |
| 9  | Le Cake aux fruits maléfique   | Cakes A' Cursing                    | 19 décembre 2016    |
| 10 | Ça tourne !                    | Cameras Rolling                     | 20 décembre 2016    |
| 11 | Le Fantôme du théâtre          | Phantoms Frightening                | 21 décembre 2016    |
| 12 | La Fin du monde                | Worlds Ending                       | 22 décembre 2016    |